# Hunjialandi, Bhalki
Hunjialandi là một làng thuộc tehsil Bhalki, huyện Bidar, bang Karnataka, Ấn Độ.